# Véronique Vincent
Pour les articles homonymes, voir Vincent (patronyme).
Véronique Vincent est une chanteuse, parolière et plasticienne française, née à Paris le 17 août 1957. Elle fut chanteuse du groupe bruxellois The Honeymoon Killers (alias Les Tueurs de la lune de miel) de 1980 à 1985, et fait partie du groupe Aksak Maboul depuis 1980.

## Biographie
Emmenés par Véronique Vincent et par leur fondateur, le chanteur et guitariste Yvon Vromman, The Honeymoon Killers firent sensation au début des années 1980 en devenant la coqueluche de la presse musicale britannique (Véronique reste l’une des rares chanteuses francophones à avoir fait la Une du NME - en 1982, photographiée par Anton Corbijn,), tout en écumant les plateaux des émissions de variétés de la télévision française, et en tournant à travers l'Europe et le Japon.
En 1984, le NME écrit : « Véronique Vincent pourrait devenir la première Parisienne depuis Édith Piaf à réussir dans le monde anglo-saxon myope et monolingue, sans trop jouer d’une « frenchitude » fétichiste. C’est une nouvelle femme modèle, à mi-chemin entre Lydia Lunch et Dollar. Son chant est léger, aérien, amusé ou féroce, rusé et tragique », tandis que le magazine musical anglais Sounds la décrit comme « une Diana Rigg pour la génération Europop »[réf. nécessaire].
Après s'être détournée de la scène musicale pendant de nombreuses années durant lesquelles elle se consacre notamment à la peinture, Véronique Vincent revient avec Ex-Futur Album, qui paraît en octobre 2014 sous le nom de Véronique Vincent & Aksak Maboul. Il s'agit d'un album d'avant-pop (originellement prévu pour être le 3e opus d'Aksak Maboul, qu'elle avait composé et enregistré entre 1980 et 1983 avec Marc Hollander (fondateur de Crammed Discs).
L'album est reçu très favorablement par les médias français,,,,,,,,, allemands,,,, britanniques, ou belges,,, qui évoquent une « pop culottée et visionnaire » (Télérama[réf. nécessaire]), un « album miraculeux » (Le Soir, (be)[réf. nécessaire]), « un miracle d'electro-pop francophone… Trop avant-gardiste pour son époque, parfait pour aujourd’hui » (Les Inrockuptibles (fr), ou des « divagation musicales étonnamment dans l'air du temps » (Libération[réf. nécessaire]). La voix et les textes de Véronique Vincent sont distingués : « une voix et des textes absurdes ou loufoques (mais pas seulement) rappellent, avec légèreté, l'audacieuse et excentrique Brigitte Fontaine qu'on a tant aimée » (Télérama), « la voix blonde de cette follasse ingénue dont les refrains subversifs, cyniques et cinoques sont chantés comme des comptines pour enfants ivres » (Les Inrockuptibles)[réf. nécessaire] ou encore telle chanson (Chez les Aborigènes)  « qui aurait sans doute plus séduit Freud que Claude Lévi-Strauss » (France Culture).
Deux vidéo-clips illustrent des chansons de l'album : Chez les Aborigènes (basé sur des images d'archives) et Afflux de luxe  (tourné avec Véronique Vincent en 2015). L'album fait l'objet de diffusions, chroniques et interviews sur des radios telles que France Inter, France Culture, FIP ou RFI (F), la RTBf et la VRT (BE), Radio Eins et BR (DE), etc.,,,,,.
Vu l'accueil réservé à cet album, Véronique Vincent et Marc Hollander montent une nouvelle formation scénique d'Aksak Maboul en janvier 2015, en compagnie de trois jeunes musiciens qui n'étaient pas nés lorsque ces chansons ont été enregistrées,,: Sebastiaan Van den Branden & Christophe Claeys (du groupe Amatorski) et Faustine Hollander,,). Cette formation se produit en Belgique, France, Allemagne, Pays-Bas, Grande-Bretagne et Suisse à partir de 2015.
Un album complet de relectures (reprises et réinterprétations) de chansons figurant dans Ex-Futur Album paraît en octobre 2016, avec des contributions de Flavien Berger, Jaakko Eino Kalevi, Aquaserge, Lætitia Sadier, Forever Pavot, Nite Jewel, Bullion, Burnt Friedman, Hello Skinny, Marc Collin, Bérangère Maximin, Lena Willikens, etc., ainsi que deux "auto-reprises" enregistrées par la mouture 2016 d'Aksak Maboul 4. À cette occasion, le groupe monte un spectacle intitulé Aksak Maboul Revue, avec la participation de Jaakko Eino Kalevi, Lætitia Sadier et Julien Gasc & Benjamin Glibert du groupe Aquaserge, qui rejoignent le groupe sur scène.
En mai 2020 paraît Figures, le nouveau double album d'Aksak Maboul, écrit par Marc Hollander et Véronique Vincent, enregistré avec les membres actuels du groupe (Faustine Hollander, Lucien Fraipont & Erik Heestermans) ainsi que des invités tels que Fred Frith, Steven Brown du groupe Tuxedomoon et Julien Gasc, Benjamin Gilbert & Audrey Ginestet du groupe Aquaserge. La pochette et le livret de l'album comportent de nombreux dessins et peintures réalisées par Véronique Vincent.
Le cinquième album d'Aksak Maboul paraît en mars 2023. Intitulé Une aventure de VV (songspiel), il consiste en une suite de quinze pièces articulées autour d'un texte écrit par Véronique Vincent, qui est chanté, parlé ou scandé par elle-même et par une série de personnages, comme dans une pièce de théâtre musical.

## Discographie

### En tant que chanteuse des Honeymoon Killers
- Histoire à suivre/Route Nationale 7 (45t vinyle, 1981)
- Les tueurs de la lune de miel (LP, 1982, réédition CD en 2003)
- Subtitled Remix (12" EP, 1983)

### Chanteuse et auteure des textes
- Véronique Vincent & Aksak Maboul : Chez les Aborigènes (single, 2014)
- Véronique Vincent & Aksak Maboul : Ex-Futur Album (album [CD, LP et numérique], 2014)
- Véronique Vincent & Aksak Maboul : Ex-Futur Reworks, avec Marc Collin et Burnt Friedman (45t vinyl, 2015)
- Véronique Vincent & Aksak Maboul : 16 Visions of Ex-Futur, avec Flavien Berger, Aquaserge, Forever Pavot, Laetitia Sadier, Jaakko Eino Kalevi etc (album [CD, LP et numérique], 2016)
- Aksak Maboul : Figures (album [CD, LP et numérique], 2020)
- Aksak Maboul : Redrawn Figures (2 albums de reprises & remixes [vinyle et numérique], 2021)
- Aksak Maboul : Une aventure de VV (songspiel) (album [CD, vinyle et numérique], 2023)

### Collaborations et participations
- Zazou/Bikaye/CY1 : Noir et Blanc (album, 1983)
- Freezone 2 (album, 1995)
- Aksak Maboul : Un peu de l'âme des bandits (album, réédition CD, 1996)
- Tek 9 : It's Not What You Think It Is!!?! (album, 1997)
- Think Of One : Camping Shaâbi (album, 2007)